# نانیانگ، هنان
نانیانگ (به لاتین: Nanyang, Henan) یک شهر مرکزی در جمهوری خلق چین است که در استان هنان واقع شده‌است.

## خصوصیات
نانیانگ ۲۶٬۵۰۸٫۶۹ کیلومترمربع مساحت و ۱۰٬۲۶۳٬۶۶۰ نفر جمعیت دارد و ۱۳۱ متر بالاتر از سطح دریا واقع شده‌است.